# Sora no method
Sora no method (天体のメソッド?, Sora no mesoddo, lett. "Metodo celeste") è una serie televisiva anime, creata e scritta da Naoki Hisaya e prodotta da Studio 3Hz, che è stata trasmessa in Giappone tra il 5 ottobre e il 28 dicembre 2014. Un adattamento manga, illustrato da Yuka Namisaki, ha iniziato la serializzazione sulla rivista Dengeki Daioh della ASCII Media Works il 27 agosto 2014.

## Trama
Nonoka Komiya è una ragazza che un tempo viveva a Lake Kiriya, una città dove aveva incontrato una bambina dai capelli blu di nome Noel. Sette anni dopo Nonoka fa ritorno in città, che ora ha un misterioso disco che fluttua sopra di essa, e si riunisce con Noel, la quale le promette di esaudire il suo desiderio.

## Personaggi
Nonoka Komiya (古宮 乃々香?, Komiya Nonoka)
Doppiata da: Shiina Natsukawa

I personaggi principali nell'anime

L'eroina principale della storia, la quale torna a Lake Kiriya dopo essersi trasferita con la sua famiglia a Tokyo sette anni prima. Siccome sua madre è morta per malattia, vive da sola con suo padre.
Noel (ノエル?, Noeru)
Doppiata da: Inori Minase
Una misteriosa ragazza dai capelli blu che ha incontrato Nonoka sette anni prima. Più tardi si rivela essere proprio il disco che sovrasta la città e si scopre che lei è stata chiamata giù da Nonoka e dai suoi amici.
Yuzuki Mizusaka (水坂 柚季?, Mizusaka Yuzuki)
Doppiata da: Aki Toyosaki
Una ragazza energica che non sopporta la presenza del disco e che sembra anche non essere in buoni rapporti con il suo fratello gemello Sōta.
Koharu Shiihara (椎原 こはる?, Shiihara Koharu)
Doppiata da: Haruka Yoshimura
La ragazza immagine di un negozio locale che sembra avere sempre la testa fra le nuvole.
Shione Togawa (戸川 汐音?, Togawa Shione)
Doppiata da: Mikako Komatsu
Una ragazza severa a cui piace scattare fotografie. Una volta era la migliore amica di Nonoka, ma col passare del tempo ha cominciato ad odiarla per essersene andata via.
Sōta Mizusaka (水坂 湊太?, Mizusaka Sōta)
Doppiato da: Kaito Ishikawa
Il fratello gemello di Yuzuki che prova qualcosa per Koharu.

## Media

### Manga
L'adattamento manga, scritto da Naoki Hisaya e disegnato da Yuka Namisaki, ha iniziato la serializzazione sul numero di ottobre 2014 del Dengeki Daioh della ASCII Media Works, edito il 27 agosto 2014. I primi capitoli pubblicati sono stati raccolti in un singolo volume tankōbon, che è stato messo in vendita il 27 ottobre 2014. Successivamente, per via di problemi di salute di Namisaki, il manga è andato in pausa nel febbraio 2015, per poi essere stato definitivamente sospeso nell'ottobre dello stesso anno.

### Anime
Il progetto televisivo anime, diretto da Masayuki Sakoi e prodotto da Studio 3Hz, è andato in onda dal 5 ottobre al 28 dicembre 2014. Il soggetto è stato scritto dall'ideatore della serie Naoki Hisaya, mentre il character design è stato sviluppato dal gruppo QP:flapper. Un'image song, dal titolo North Method, è stata composta appositamente per la serie dai Larval Stage Planning, i quali hanno anche cantato la sigla di apertura Stargazer; la sigla di chiusura è invece Hoshikuzu no interlude (星屑のインターリュード?, Hoshikuzu no intāryūdo) dei fhána. In varie parti del mondo gli episodi sono stati trasmessi in streaming, in contemporanea col Giappone, da Crunchyroll, mentre in America del Nord i diritti di distribuzione home video sono stati acquistati dalla Sentai Filmworks. Un episodio OAV è stato pubblicato insieme al settimo e ultimo volume BD/DVD della serie il 24 luglio 2015.

#### Episodi
| Nº | Titolo italiano (traduzione letterale) Giapponese 「Kanji」 - Rōmaji  | In onda          | In onda |
| Nº | Titolo italiano (traduzione letterale) Giapponese 「Kanji」 - Rōmaji  | Giapponese       |         |
| 1  | La città del disco 「円盤の街」 - Enban no machi                      | 5 ottobre 2014   |         |
| 2  | La loro promessa 「ふたりの約束」 - Futari no yakusoku                | 12 ottobre 2014  |         |
| 3  | Il luogo in cui risiedono i ricordi 「記憶のありか」 - Kioku no arika | 19 ottobre 2014  |         |
| 4  | Un frammento di emozioni 「思いのかけら」 - Omoi no kakera            | 26 ottobre 2014  |         |
| 5  | Il fiore di luce 「光の花」 - Hikari no hana                          | 2 novembre 2014  |         |
| 6  | Veri amici 「本当の友達」 - Hontō no tomodachi                        | 9 novembre 2014  |         |
| 7  | Ciò che ho perso 「私のなくしたもの」 - Watashi no nakushita mono     | 16 novembre 2014 |         |
| 8  | Ciò in cui lei crede 「彼女の信じること」 - Kanojo no shinjiru koto   | 23 novembre 2014 |         |
| 9  | Il significato di addio 「さよならの意味」 - Sayonara no imi          | 30 novembre 2014 |         |
| 10 | Il luogo in cui finiscono i desideri 「願いの行方」 - Negai no yukue  | 7 dicembre 2014  |         |
| 11 | La notte della pioggia di meteore 「流星群の夜」 - Ryūseigun no yoru  | 14 dicembre 2014 |         |
| 12 | La città senza disco 「円盤のない街」 - Enban no nai machi            | 21 dicembre 2014 |         |
| 13 | Dal cielo di inizio 「はじまりのそらから」 - Hajimari no sora kara    | 28 dicembre 2014 |         |